# Bracia Grimm
Bracia Grimm, bracia Grimmowie – niemieccy pisarze i uczeni Wilhelm Karl Grimm (1786–1859) i Jacob Ludwig Karl Grimm (1785–1863). Autorzy Baśni braci Grimm.
Dużą część swoich dzieł publikowali wspólnie. Jacob Grimm w liście do brata z 12 lipca 1805 napisał: „Nigdy, drogi Wilhelmie, nie zechcemy się rozstać […] Jesteśmy teraz tak przyzwyczajeni do tej wspólnoty, że już samo rozdzielenie mogłoby mnie zamartwić na śmierć”.

## Twórczość
Obaj bracia byli członkami Akademii Nauk w Berlinie i uczonymi (językoznawcami), o znacznym dorobku. Najwybitniejszym ich dziełem naukowym był Słownik niemiecki (Deutsches Wörterbuch), którego publikację rozpoczęli w 1852 roku. 
Najbardziej znanym ich osiągnięciem jest zebranie i opublikowanie baśni, które opracowali na podstawie wieloletnich badań podań, mitów i opowieści ludowych. Baśnie braci Grimm stały się klasyką, przetłumaczoną na wiele języków. Bracia Grimmowie zmierzali w nich do odtworzenia najstarszego wzorca motywów baśniowych, stąd charakterystyczne dla opowieści okrucieństwo. Niemniej w świecie tych baśni panowało żelazne prawo moralne – dobro i przezorność zwyciężają niegodziwość.

## Odkrycie zaginionych książek z prywatnych zbiorów braci Grimm
W dniu 5 grudnia 2024 w sali Biblioteki Uniwersyteckiej UAM w Poznaniu podczas wernisażu wystawy zostało zaprezentowanych 28 woluminów z prywatnej biblioteki braci Jacoba i Wilhelma Grimmów, które od zakończenia II wojny światowej uchodziły za zaginione. Zostały one zidentyfikowane w zbiorach Biblioteki Uniwersyteckiej w Poznaniu przez prof. Elizę Pieciul-Karmińską  z Wydziału Neofilologii UAM oraz Renatę Wilgosiewicz-Skutecką z Oddziału Zbiorów Specjalnych Biblioteki. Odnalezione książki w wielu przypadkach zawierają odręczne zapiski wykonane przez Jacoba i Wilhelma, którzy często wynotowywali na wyklejkach książek interesujące ich motywy. Jak podkreśliły autorki odkrycia, notatki te mają ogromną wartość dla badań nad spuścizną Grimmów, gdyż mogą dać wgląd w metodę ich pracy oraz dobór motywów (np. w baśniach).

## Galeria

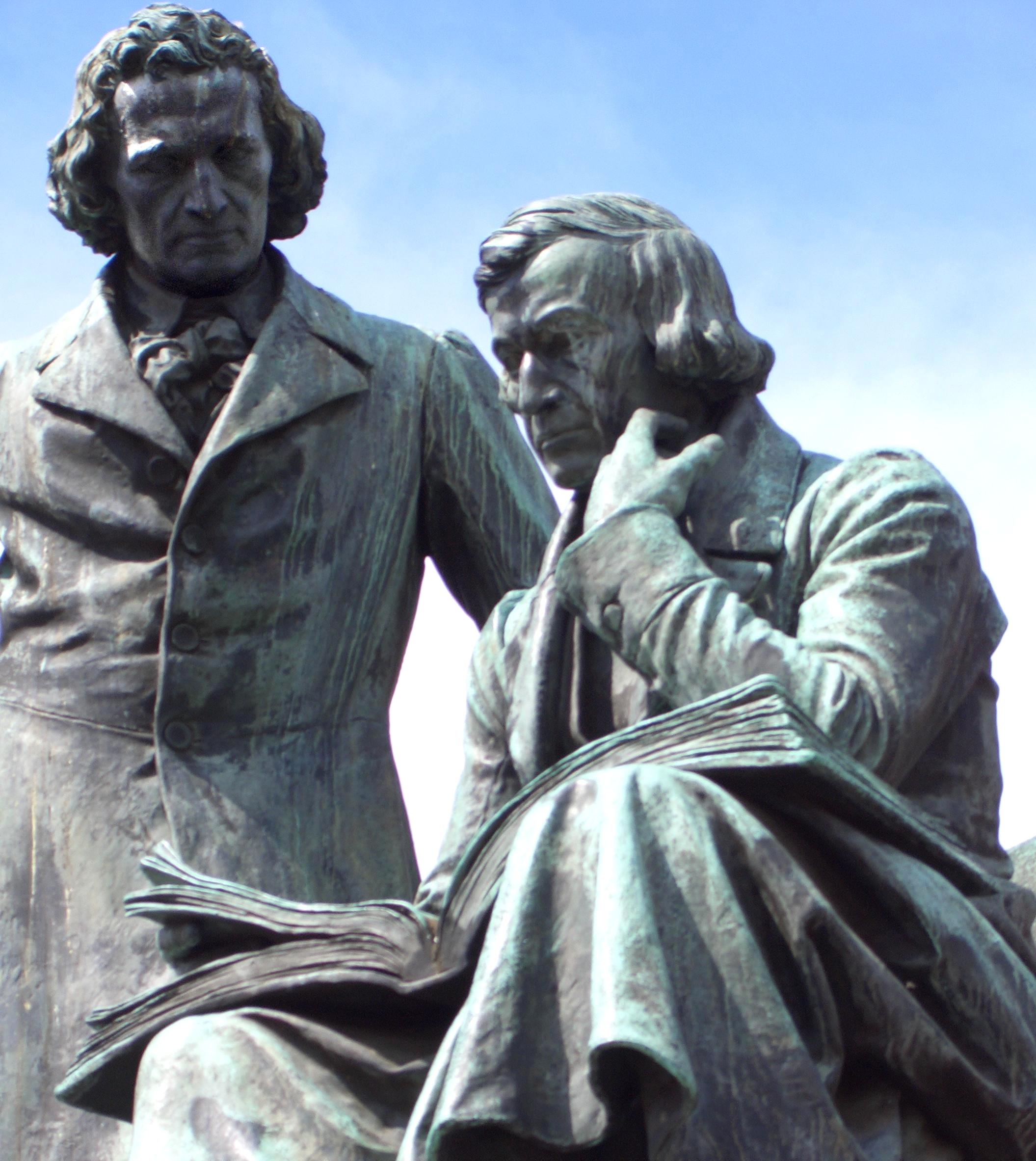
Pomnik braci Grimm w Hanau
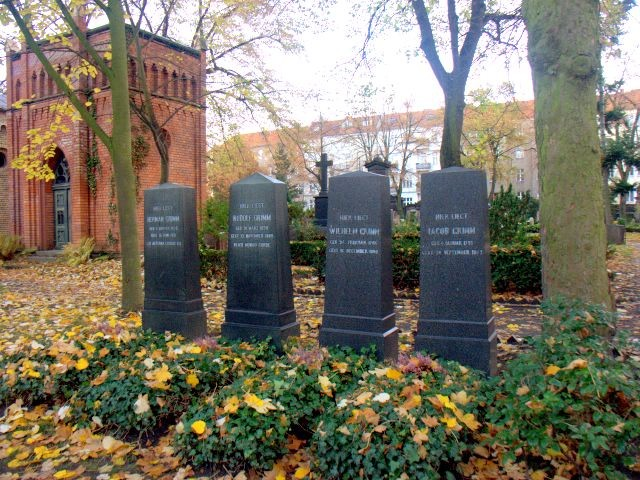
Grobowiec braci Grimm w Berlinie
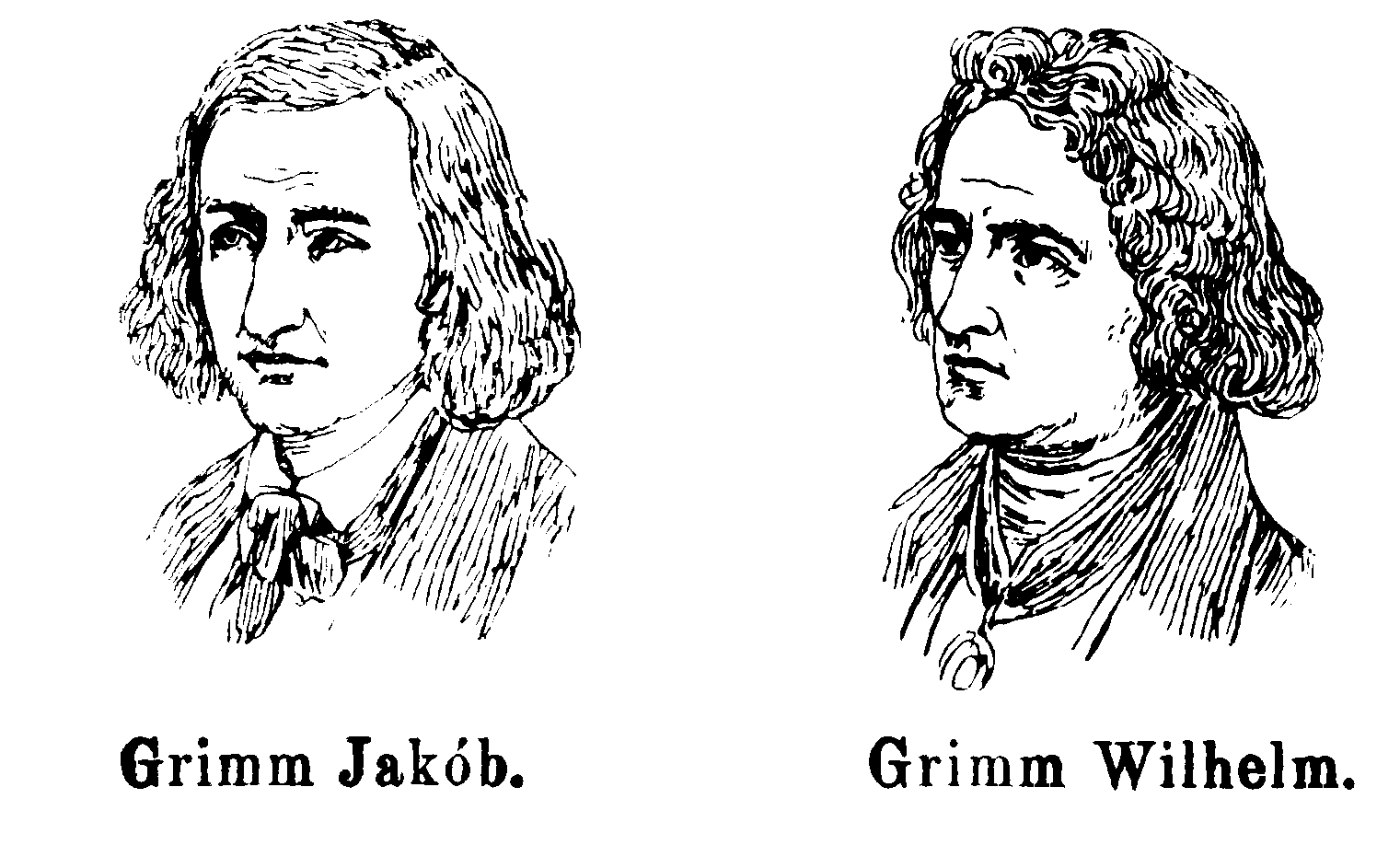
Portrety Grimmów w Encyklopedii Orgelbranda
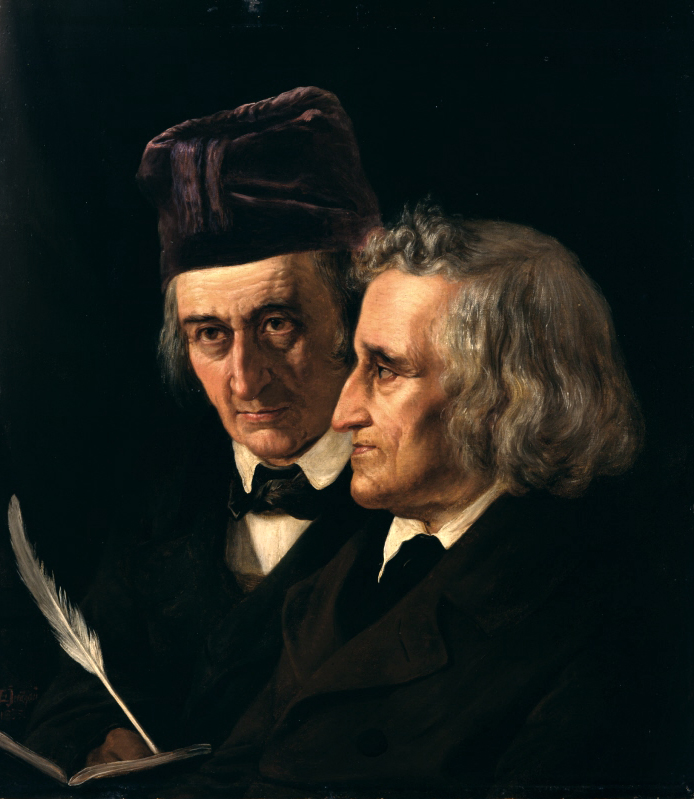
Portret Jakuba (z prawej) i Wilhelma Grimmów autorstwa Elisabeth Jerichau-Baumann (1855)